# Jüri Saska

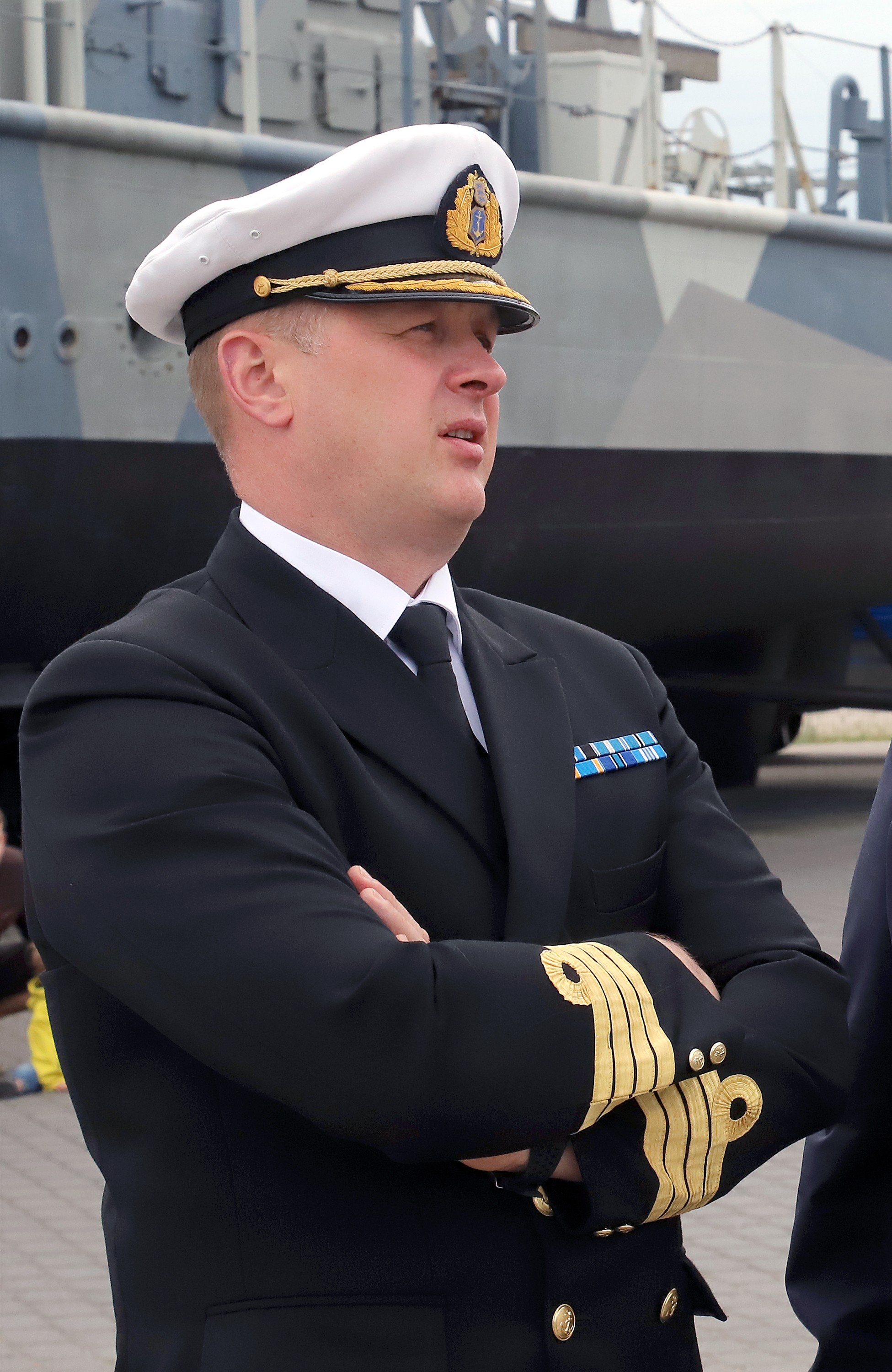
Jüri Saska (2019)

Jüri Saska (* 20. August 1974 in Adavere) ist ein ehemaliger estnischer Marineoffizier. Von Februar 2017 bis Juni 2024 war er der Befehlshaber der estnischen Seestreitkräfte.

## Leben
Jüri Saska wurde 1974 in Adavere, einem Dorf im heutigen Kreis Jõgeva in der damaligen Estnischen Sozialistischen Sowjetrepublik geboren. Im Jahr 1992 machte er seinen Schulabschluss im nahegelegenen Põltsamaa.

### Militärische Laufbahn
Beförderungen
- Leutnant zur See (1999)
- Oberleutnant z.S. (2001)
- Kapitänleutnant (2004)
- Korvettenkapitän (2008)
- Fregattenkapitän (2012)
- Kapitän zur See (2017)
- Flottillenadmiral (2020)

In den Jahren 1993 bis 1994 leistete Jüri Saska seinen Wehrdienst bei der neu aufgestellten estnischen Marine. Er entschied sich daraufhin dafür, weiterhin bei den Seestreitkräften zu bleiben und besuchte einen Offizierslehrgang in Schweden.
Als Offizier diente er zunächst an Bord verschiedener Schiffe, spezialisierte sich aber zunehmend auf die Minenbekämpfung und besuchte dazu im Jahr 2000 eine Ausbildung in Belgien. In den Jahren 2002 bis 2005 war er Kommandant des Minenjagdbootes Sulev und besuchte 2004 zwischenzeitlich die Karlberg Militärakademie in Stockholm für ein Aufbaustudium. Anschließend war er von 2005 bis 2006 Kommandant des damaligen estnischen Flaggschiffs Admiral Pitka. Danach war er bis 2008 im Stab der Seestreitkräfte tätig.
Als Stabsoffizier übernahm Saska in den nächsten Jahren verschiedene Führungsaufgaben bei der estnischen Marine (Kommandant der Marinebasis, Stabschef und Flottenchef). Mit Stichtag 1. Februar 2017 wurde er zum Befehlshaber der Seestreitkräfte ernannt, nachdem sein Vorgänger Sten Sepper aufgrund von Zollvergehen an Bord eines Marineschiffs zurückgetreten war. Auf diesem Posten wurde er im Februar 2017 zum Kapitän zur See (estnisch: mereväekapten) und im Februar 2020 zum Flottillenadmiral (estnisch: kommodoor) befördert. Am 28. Juni 2024 wurde er, nach mehr als sieben Jahr als Marinebefehlshaber, von Ivo Värk abgelöst und in die Reserve versetzt.

### Privates
Jüri Saska ist verheiratet und Vater von zwei Kindern (eine Tochter und ein Sohn). Neben seiner Muttersprache beherrscht er auch Englisch und Schwedisch.